# Wojciech Jabłkowski

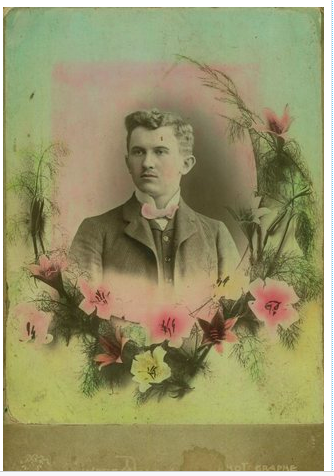
Wojciech Jabłkowski

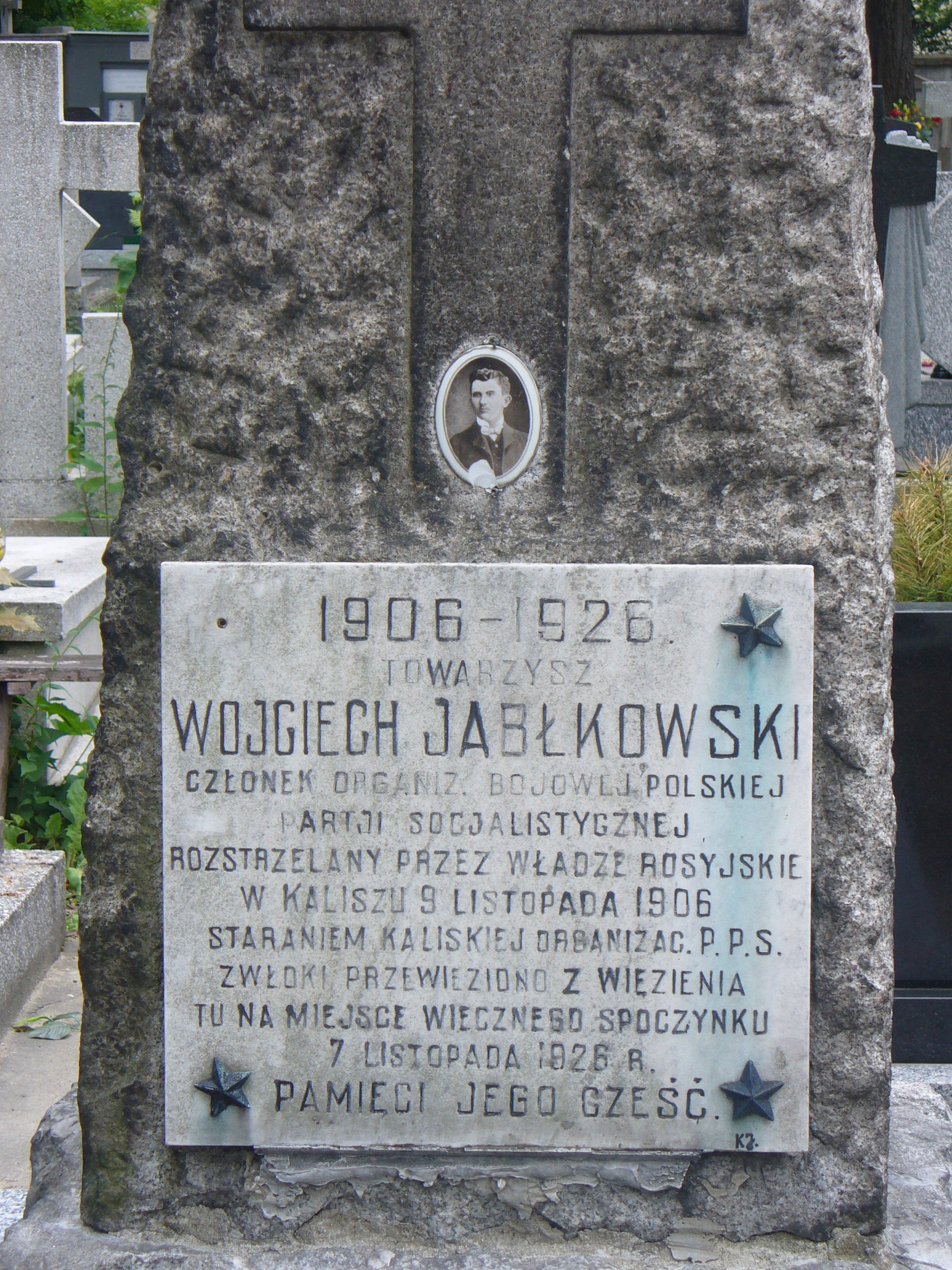
Grób Jabłkowskiego na Cmentarzu Miejskim w Kaliszu

Wojciech Jabłkowski (ur. 22 kwietnia 1885, zm. 9 listopada 1906 w Kaliszu) – rzemieślnik, członek Polskiej Partii Socjalistycznej i Organizacji Bojowej Polskiej Partii Socjalistycznej, działacz niepodległościowy i socjalistyczny.

## Życiorys
Wojciech Jabłkowski był synem kaliskiego piekarza. Dyplom czeladnika piekarskiego uzyskał w Warszawie w roku 1905. Dokładnie nie wiadomo, kiedy wstąpił w szeregi PPS i Organizacji Bojowej PPS. 7 listopada 1906 roku Wojciech Jabłkowski dokonał na ówczesnym placu św. Mikołaja udanego zamachu na agenta carskiej Ochrany Władysława Gajewskiego. Po zamachu, jeszcze tego samego dnia, Jabłkowskiego pojmano i osadzono w kaliskim więzieniu. Wyrokiem sądu doraźnego Wojciech Jabłkowski 9 listopada 1906 roku stanął przed plutonem egzekucyjnym. Egzekucja odbyła się na dziedzińcu więzienia przy ulicy Łódzkiej, gdzie też został pochowany. 7 listopada 1926 roku dokonano ekshumacji, następnie szczątki bojownika PPS-u przewieziono na cmentarz Miejski w Kaliszu i tam pochowano.

## Upamiętnienie
W roku 1909 Włodzimierz Tetmajer, tworząc freski w kaplicy Matki Bożej Pocieszenia mieszczącej się w kościele św. Mikołaja w Kaliszu, umieścił postać umierającego robotnika. Postać ta miała symbolizować śmierć Wojciecha Jabłkowskiego. W okresie dwudziestolecia międzywojennego ulicę Piaskową w Kaliszu przemianowano na ulicę Wojciecha Jabłkowskiego.